# Filialkirche Mirnig

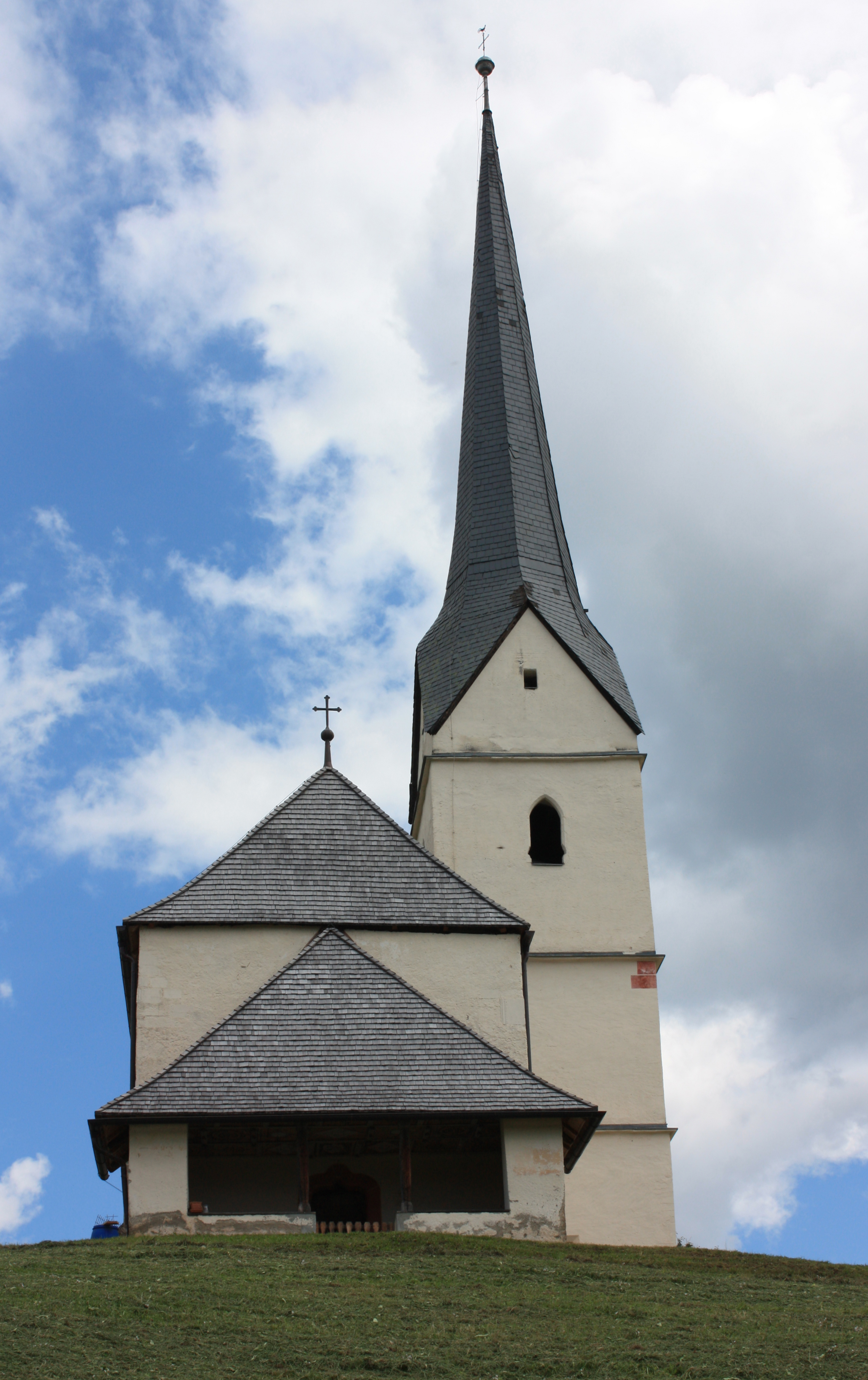

Die römisch-katholische Filialkirche Mirnig steht in 1016 Meter Höhe am Westhang der Saualpe in der Gemeinde Eberstein. Sie ist dem heiligen Andreas geweiht und ist eine Filiale der Pfarre St. Walburgen. 1616 wurde die Kirche erstmals urkundlich erwähnt.

## Baubeschreibung
Die Kirche ist ein spätgotischer Bau, der im Schiff wohl älter ist. Zweifach gestufte Strebepfeiler stützen die Nordseite der Kirche. Der dreigeschoßige Südturm mit Mauerschlitzen und spitzbogigen Schallfenstern wird von einem Spitzhelm bekrönt. Die offene, westliche Vorhalle mit einer bemalten Kassettendecke ist mit „Georgius Strisitz 1589“ bezeichnet. Man betritt die Kirche durch ein einfaches Kielbogenportal mit einer spätgotischen, eisenbeschlagenen Türe.
Über dem Langhaus wölbt sich eine flache Holztonne. Im zweijochigen Chor mit Dreiachtelschluss ruht ein Netzrippengewölbe auf Runddiensten. Das stark erneuerte, barocke Deckenbild im Langhaus stellt die Marienkrönung dar. Die Deckenmalereien aus dem 17. Jahrhundert im Chor zeigen Engel mit Leidenswerkzeugen.

## Einrichtung
Der Hochaltar, ein Opfergangsaltar vom Anfang des 18. Jahrhunderts, trägt Schnitzfiguren des heiligen Andreas und einer Madonna.
Die beiden Seitenaltäre entstanden in der zweiten Hälfte des 17. Jahrhunderts. Der linke Seitenaltar besteht aus einer Ädikula über kleinem Sockel, seitlichen Konsolfiguren unter Baldachinbögen, einem gesprengten Segmentgiebel mit kleiner Ädikula als Aufsatz sowie kleinen Voluten und einer Knorpelwerkskartusche als Bekrönung. Die gedrehten Säulenschäfte sind mit Weinranken verziert. Die Mittelfigur einer Muttergottes wird von den Statuen der Heiligen Johannes der Täufer und Laurentius flankiert. Im Aufsatz stehen neben einer kleinen Verkündigungsgruppe drei weitere Heiligenstatuetten. 
Der rechte Seitenaltar setzt sich aus einer Ädikula über einem Sockel mit seitlichen Konsolfiguren unter Baldachinbögen sowie einem geschweiften Sprenggiebel mit seitlichen Engelsfiguren auf Postamenten zusammen. Der Altar trägt im Hauptgeschoß ein Kruzifix und im Aufsatz eine Figur des Erzengels Michael. 
Die hölzerne Westempore besitzt eine mit Christus und den zwölf Aposteln bemalte Brüstung und entstand wie die Kanzel im 18. Jahrhundert. Das Gemälde des Apostels Andreas an der Chornordwand stammt von einem Altar. Die Orgel stammt aus der Zeit um ca. 1850 und weist 6 Register auf.